# Cryptophagus cylindrus
Cryptophagus cylindrus là một loài bọ cánh cứng trong họ Cryptophagidae. Loài này được Kiesenwetter miêu tả khoa học năm 1858.